# اکپیندی
اکپیندی (به قزاقی: Ekpindi) یک منطقهٔ مسکونی در قزاقستان است که در شهرستان سرکند واقع شده‌است.